# Thy Catafalque
A Thy Catafalque nevű avantgarde black metal együttest Kátai Tamás és Juhász János alapították Makón, 1998-ban. Egyetlen demó után a budapesti KaOtic Productions kiadta első, Sublunary Tragedies című albumukat 1999-ben, amit a Microcosmos című második lemez követett 2001-ben.
Az évek múlásával a zene egyre kísérletezőbbé és bátrabbá vált, sokat merítve a közép-európai szülőföld kultúrájából. Időközben a KaOtic Productions megszűnt, így a harmadik album, a Tűnő Idő Tárlat szerzői kiadásként jelent meg 2004-ben. Ekkorra a szövegek magyar nyelvűek lettek, a zene pedig az addigi legszínesebb, legátfogóbb anyag lett a zenekar történetében. Ezt a világot festi meg még élénkebb színekkel a 2009-es kiadvány, a Róka Hasa Rádió, mely a cseh Epidemie Records gondozásában jelent meg korlátozott számban, különleges csomagolásban. Az albumot 2009 végén licencelte az orosz Soyuz Music.
Az Epidemie Records 2010 őszén megjelentette az eredetileg 2004-ben napvilágot látott Tűnő Idő Tárlat albumot digipack csomagolásban, 500 példányban.
2011-ben a zenekar a francia-amerikai Season of Mist kiadóhoz szerződött, náluk jelent meg ezen év novemberében a Rengeteg címet kapott lemez. 2015. október 16-án a Thy Catafalque ötödik nagylemeze jelent meg, amely a Sgùrr címet kapta, és a Mahasz Top 40 albumlistáján 22. helyezést ért el a 42. héten. A Sgùrr a HangSúly Zenei Díj éves szavazásán elnyerte az Év Albuma címet. 2015-ben a legnagyobb hatású magyar metal-albumok listájára felkerült a Thy Catafalque Rengeteg című lemeze.2016-án Meta címen jelent meg az együttes hatodik nagylemeze. 2018-ban a Geometria, 2020-ban a Naiv, 2021-ben pedig a Vadak című nagylemez került kiadásra. 2020-ban még egy EP is született, Zápor címmel jelent meg. 2022 végén a Thy Catafalque első koncertlemeze is megjelent Mezolit (Live at Fekete Zaj) címen. 2011-től kezdve az együttes minden nagylemeze a Season of Mist gondozásában lett megjelentetve
A zenekarban pályafutása során olyan vendégzenészek fordultak meg, mint Dimitris Papageorgiou, Kónya Zoltán és Hermann Balázs.

## Tagok
- Kátai Tamás – ének, gitár, basszusgitár, billentyűs hangszerek, programok, versek (1998–)
- Juhász János – gitár, basszusgitár (1998–2011)

## Diszkográfia

### Nagylemezek
- Sublunary Tragedies – 1999
- Microcosmos – 2001
- Tűnő Idő Tárlat – 2004
- Róka Hasa Rádió – 2009
- Rengeteg – 2011
- Sgùrr – 2015
- Meta – 2016
- Geometria – 2018
- Naiv – 2020
- Vadak - 2021
- Alföld - 2023
- XII: A gyönyörű álmok ezután jönnek - 2024

### Demók
- Cor Cordium – 1999

### Kislemezek
- "Szamojéd Freskó" – 2018
- "Sárember" – 2018
- "Töltés" – 2018
- "Szélvész" – 2019

### EP-k
- Zápor - 2020